# Когда встречаются леди
«Когда встречаются леди» (англ. When Ladies Meet) — американская комедийная мелодрама Гарри Бомонта 1933 года.

## Сюжет
Мере — писательница, которая работает над романом о любовном треугольнике. Но, сама о том не подозревая, оказывается втянута в треугольник совсем вымышленный: её издатель влюблен в неё, в то время как её ревнивый муж, узнав об этом, решает предотвратить их потенциальную интрижку, для чего знакомит Мэри с женой издателя, не говоря при этом, кто она.

## В ролях
- Энн Хардинг — Клэр
- Роберт Монтгомери — Джимми
- Мирна Лой — Мэри
- Элис Брэйди — Бриджет
- Фрэнк Морган — Роджер
- Мартин Бертон — Уолтер
- Луи Альберни — Пьер
- Стерлинг Холлоуэй — Джером
- Дэвид Ньюэлл — Фредди